# Sân bay Bousso
Sân bay Bousso (IATA: OUT, ICAO: FTTS) là một sân bay gần thành phố Bousso, Chari-Baguirmi, Tchad.